# Evangelische Kirche Waidhofen an der Thaya

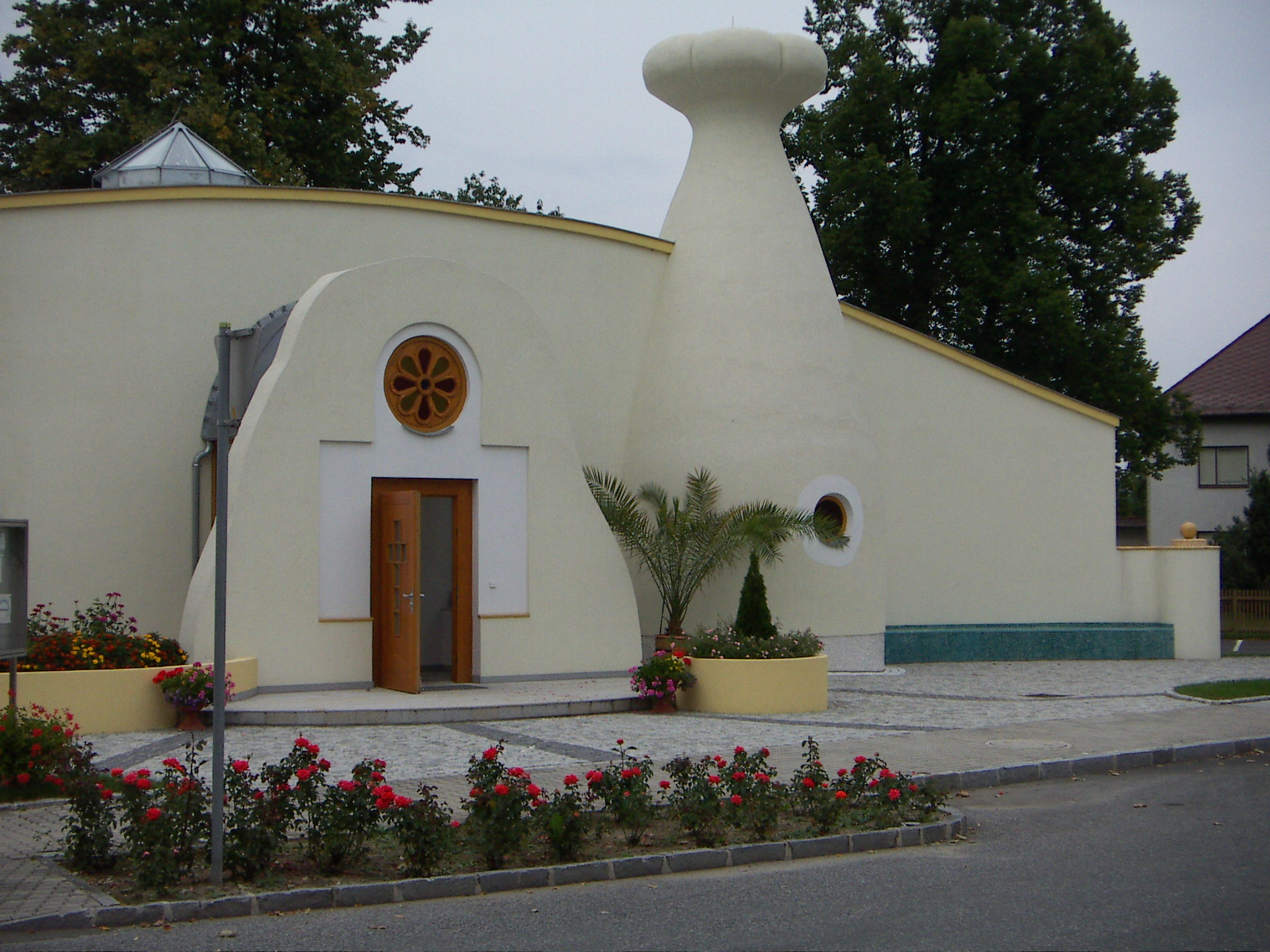
Kirche der frohen Botschaft

Die Evangelische Kirche Waidhofen an der Thaya, auch Evangelische Kirche der frohen Botschaft ist die evangelisch-lutherische Kirche in der Bezirkshauptstadt Waidhofen an der Thaya.

## Kirche
Die Kirche wurde in den Jahren 2003 bis 2004 nach den Plänen des Architekten Efthymios Warlamis errichtet. Sie hat einen kreisrunden Kirchenraum, welcher mit einer Lichtkuppel mit Blick in den Himmel belichtet ist. Der zur Hälfte freistehende Kirchturm hat die Form einer Blüte. Das Projekt war eine ökumenische Zusammenarbeit von Künstlern verschiedener Konfessionen.